# Taux d’intervention
Le taux d'intervention est le taux de refinancement des banques auprès de leur banque centrale.

## Une alternative au taux interbancaire
Lorsque la confiance entre les banques commerciales est au plus bas, celles qui ont des besoins de liquidité peuvent encore emprunter auprès de leur Banque centrale.

## Banque Centrale Européenne
Depuis le 5 juillet 2012, la BCE a abaissé ce taux à un niveau historiquement très bas de 0,75 %,.